# Wilenko
Wilenko (niem. Zion) – wieś w Polsce położona w województwie lubuskim, w powiecie świebodzińskim, w gminie Szczaniec.
W latach 1975–1998 miejscowość administracyjnie należała do województwa zielonogórskiego.

## Zabytki
Do wojewódzkiego rejestru zabytków wpisany jest:
- park pałacowy, z połowy XIX wieku.